# 矢部火焰明海扇
矢部火焰明海扇为海扇蛤科日月蟶屬下的一个种。